# Metadesmodora amphidiscata
Metadesmodora amphidiscata är en rundmaskart som beskrevs av Stekhoven 1942. Metadesmodora amphidiscata ingår i släktet Metadesmodora och familjen Desmodoridae. Inga underarter finns listade i Catalogue of Life.